# Immeuble de la Dentelle au Foyer
L'immeuble de la Dentelle au Foyer est un monument situé dans la ville du Puy-en-Velay dans le département de la Haute-Loire.
L'immeuble, y compris sa cage d'escalier avec ses vitraux de Charles Borie, la salle du Conseil avec son décor sur le thème allégorique de la dentelle de Joseph Bernard, la salle du Musée est inscrit au titre des monuments historiques par arrêté du 9 juin 1992.

## Histoire
Au début du 20e siècle, l'industrie dentellière est prospère en Haute-Loire et tend à se structurer. Afin d'encourager l'éducation artistique des dessinateurs et des dentellières et de venir en aide au personnel, est créée en juin 1905 une société d'encouragement et de bienfaisance : La dentelle au foyer. Un vaste bâtiment, destiné à abriter une école de perfectionnement pour apprenties, est construit par Achille Proy à partir de 1908 et inauguré en 1910.

## Description
Le bâtiment rectangulaire est entouré de deux ailes basses, qui, à leur tour, forment une cour, séparées de la rue par un muret et un portail. Dans l'entrée, située dans la partie latérale sud, se trouvent des vitraux de Charles Borie. Au rez-de-chaussée, la salle du conseil est décorée de tableaux de Joseph Bernard sur le thème allégorique de la dentelle.